# Frank Bursley Taylor
Frank Bursley Taylor (* 23. November 1860 in Fort Wayne, Indiana; † 12. Juni 1938 ebenda) war ein wohlhabender amerikanischer Amateur-Geologe und wurde bekannt durch seine 1908 vorgetragene und 1910 in einer Fachzeitschrift veröffentlichte Hypothese der Kontinentaldrift, welche er noch vor Alfred Wegener formulierte.
Taylor erkannte, dass die Trennung der Kontinente wie Südamerika und Afrika genau am mittelatlantischen Rücken stattfand. Er fand auch heraus, dass Gebirge durch Kollisionen der Kontinente entstehen können. Taylor erklärte die Bewegung der Kontinente mit der Annahme, dass der Mond vor 100 Millionen Jahren durch die Erdgravitation eingefangen wurde. Dieser kam dabei der Erde so nahe, dass die auftretenden Gezeitenkräfte die Kontinente in Richtung Äquator zogen. Diese Annahme war jedoch nicht sehr glaubhaft, was die Akzeptanz der Theorie der Kontinentaldrift (welche früher in Amerika auch als „Taylor-Wegenersche Theorie“ bezeichnet wurde), erschwerte.
Wegener würdigte Taylor (der später zu einem von Wegeners ersten Anhängern wurde) 1929 vor allem im Zusammenhang mit der Entwicklung des Atlantiks und der Loslösung Grönlands von Nordamerika. Wegener betonte dabei aber, dass er von Taylors Arbeiten erst dann erfahren hatte, als er seine eigene Theorie schon formuliert hatte.
1925 wurde Taylor in die American Academy of Arts and Sciences gewählt.